# Anthemis sheilae
Anthemis sheilae là một loài thực vật có hoa trong họ Cúc. Loài này được Ghafoor & Al-Turki mô tả khoa học đầu tiên năm 1999.